# Viperești
Viperești is een Roemeense gemeente in het district Buzău.
Viperești telt 3706 inwoners.